# 宾告
宾告（1808年9月4日—1866年1月7日），暹罗（泰国）扎克里王朝王族、政治家。在四世王蒙固在位期间，他担任副王一职。《大南實錄》稱之為烏舌或烏舌王。

## 生平
宾告原名朱他玛尼（จุฑามณี），是拉玛二世之子，为诗素里延王后所生，也是蒙固（拉玛四世）的幼弟。
拉玛二世死后，暹罗朝廷就应该由则沙达博丁（后来的拉玛三世）还是蒙固（后来的拉玛四世）继位发生争论。首相Abhay Pudhorn及外交部长玛哈·巴育拉翁支持则沙达博丁，最终则沙达博丁继位成为拉玛三世，蒙固仍被留在寺院中远离政治。而朱他玛尼进入政坛，被拉玛三世授予公摩坤·伊沙雷朗讪（เจ้าฟ้ากรมขุนอิศเรศรังสรรค์）这个头衔。伊沙雷搬到吞武里宫与诗素里延王后一起居住直到1836年王后逝世。
1842年，伊沙雷作為一名海軍將領，參與對越南的戰爭中，領兵攻擊河僊。
1851年，拉玛三世帕南告逝世。伊沙烈王子作为王位的推定继承人，但却声称自己的同胞哥哥蒙固更适合担任国王。1851年5月25日，蒙固继位成为拉玛四世，作为回报，伊沙雷同时被任命为二王（前宫之主），获得“副王宾告”的称号。一个流行的传闻声称拉玛四世自己根据占星术算命认为自己的弟弟伊沙雷也有“成为国王的命运”，因此他把“帕巴颂德”（พระบาทสมเด็จ）和“昭育霍”（เจ้าอยู่หัว）这两个国王使用的称号给予了宾告。David Wyatt认为此任命是蒙固为了防止宾告对自己地位构成威胁的一种方式。尽管如此，两兄弟在拉玛四世在位期间和平相处。
四世王时期的政府牢牢掌握在玛哈·巴育拉翁和前首相玛哈·披猜亚的手里。来自国王和副王的介入微乎其微。宾告扩展了自己对外交事务的兴趣，他流利地使用英语，且有能力回复宝宁的书信。在这些书信里，宾告自称“第二国王”（the Second king），而把自己的兄长称为“第一国王”（the First king）。结果宾告能够在1855年宝宁条约的签订中扮演重要角色，而在随后的1856年哈里斯条约（Harris Treaty of 1856，对1833年罗伯茨条约的修正条约）的签订中同样扮演重要角色。
作为暹罗的副王，宾告保留有自己的私人军队，以及一支拥有几艘现代化船只的海军舰队。在此期间前宫的实力得以大幅壮大。除了对国家事务以外，他还对西洋和老挝文化感兴趣，说英语，以欧洲方式训练自己的军队，唱歌，跳舞及演奏乐器肯和莫兰。
1866年1月7日，宾告逝世，两年后他的兄弟蒙固逝世。他的侄儿朱拉隆功继位。